# شیر گوسفند

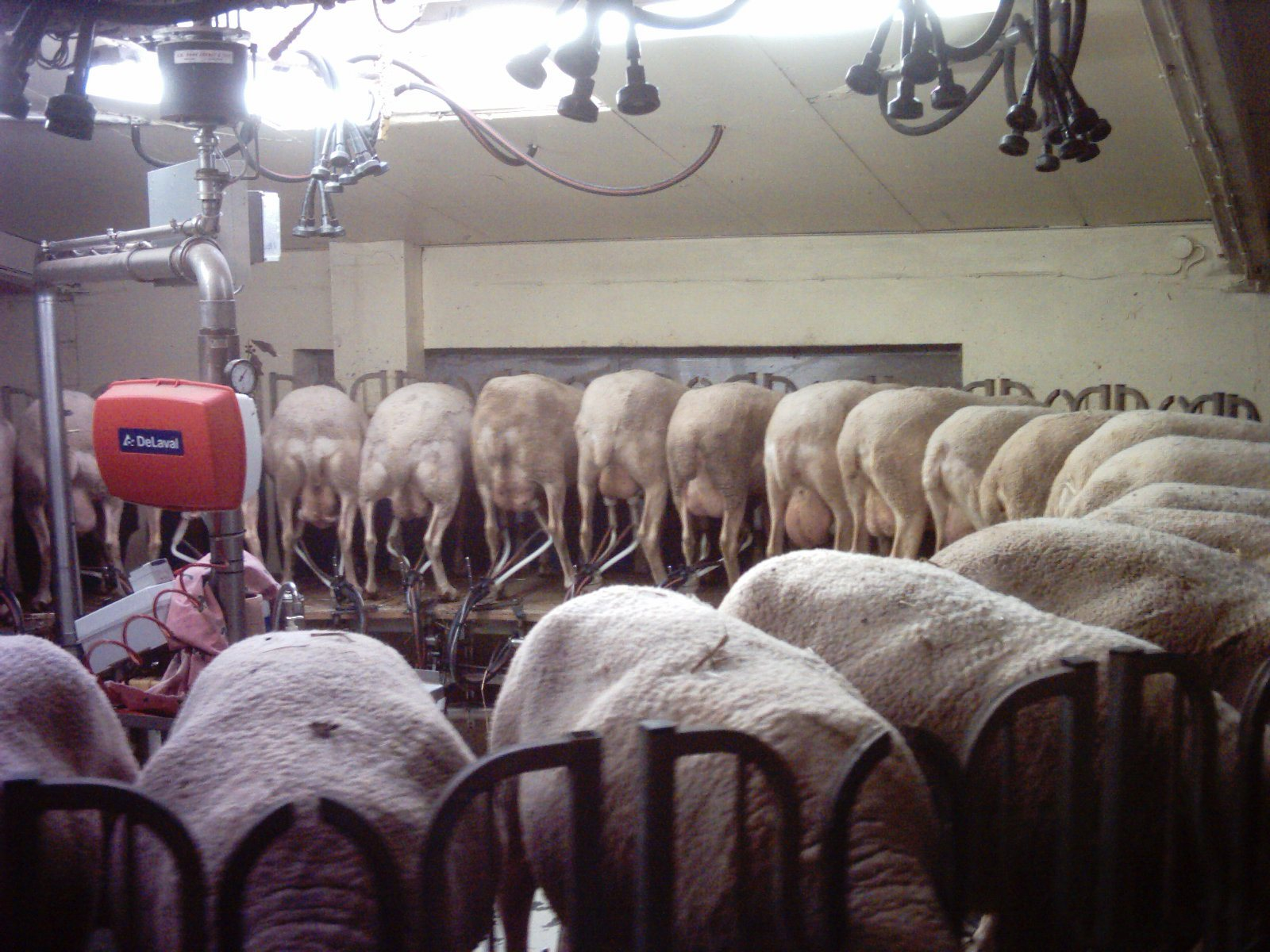
گوسفندهای لبنی لاکون در سالن دوار، آویرون، فرانسه.

شیر گوسفند (یا شیر میش) شیر گوسفند اهلی است. معمولاً برای تهیه فراورده‌های لبنی مانند پنیر از آن استفاده می‌شود. برخی از محبوب‌ترین پنیرهای گوسفندی شامل فتا (یونان)، ریکوتا (ایتالیا) و روکفور (فرانسه) است. 

## نژادهای گوسفند
برخی از نژادهای گوسفند نسبت به سایر نژادها شیر بیشتری تولید می‌کنند. نژادهای لبنی رایج شامل:
- فریسن شرقی (آلمان)
- ساردا (ایتالیا)
- لاکون (فرانسه)
- گوسفند شیری بریتانیا یی (انگلیس)
- خیوس (یونان)
- عواسی (سوریه)
- آساف (اسرائیل)
- زوارتبلز (فریسلند، هلند)

در آمریکا، رایج‌ترین نژادهای لبنی فریسن شرقی و لاکون است. نژادهای گوشتی یا پشمی به اندازه نژادهای لبنی شیر تولید نمی‌کنند، اما ممکن است مقادیر کمی پنیر و سایر محصولات را تولید کنند.